# Arena Katowice
El Arena Katowice (oficialmente en polaco: Stadion Miejski w Katowicach, «Estadio Municipal de Katowice») es un estadio y complejo deportivo ubicado en la ciudad de Katowice en Polonia. Es el recinto donde el GKS Katowice disputa sus partidos como local, tanto la sección de fútbol como de voleibol masculinas.

## Historia
La propuesta de abandonar el estadio GKS Katowice, antigua localía del club silesio, se produjo cuando el equipo se consolidó en la I Liga de Polonia, segunda categoría del sistema de ligas del fútbol polaco. En 2018 se aprobó por parte del ayuntamiento de Katowice un nuevo recinto deportivo que estuviera en suelo municipal, pues el estadio anterior se sitúa en el término comunal de Chorzów. En 2020 se anunció una licitación abierta para la construcción de la primera fase del estadio municipal, seleccionando como emplazamiento un solar al suroeste del municipio de Katowice, en el distrito de Załęska Hałda.
El nuevo complejo deportivo diseñado por el estudio de arquitectos RS Architekci contaría con un campo de fútbol de primer nivel, un terreno para disputar encuentros de voleibol, baloncesto y balonmano, y varios campos de entrenamiento de fútbol. La capacidad inicial del estadio se fijó en 15.048 localidades, con la posibilidad de aumentar en el futuro su aforo a más de 20.000 espectadores. En total, la superficie edificable del complejo es de 37.991 m², mientras que la zona deportiva es de 20.949 m². El 31 de agosto de 2021 se firmó el contrato con el consorcio NDI y en octubre del mismo año inició la construcción del nuevo estadio.
La inauguración del estadio tuvo lugar el 30 de marzo de 2025, misma fecha en la que se disputó su primer partido, en el encuentro de la jornada 26 de la Ekstraklasa entre el GKS y el rival Górnik Zabrze, donde 15.048 espectadores (aforo completo) asistieron para ver la victoria por 2-1 del club local.
El estadio alcanza los máximos requisitos en las categorías de estadios de la UEFA, lo que significa que puede albergar todos los grandes torneos. El complejo también cuenta con un pabellón cubierto situado junto al estadio con capacidad para 3.002 espectadores y cumple los requisitos más estrictos de la FIFA, la UEFA, la FIVB y la IHF.

## Galería

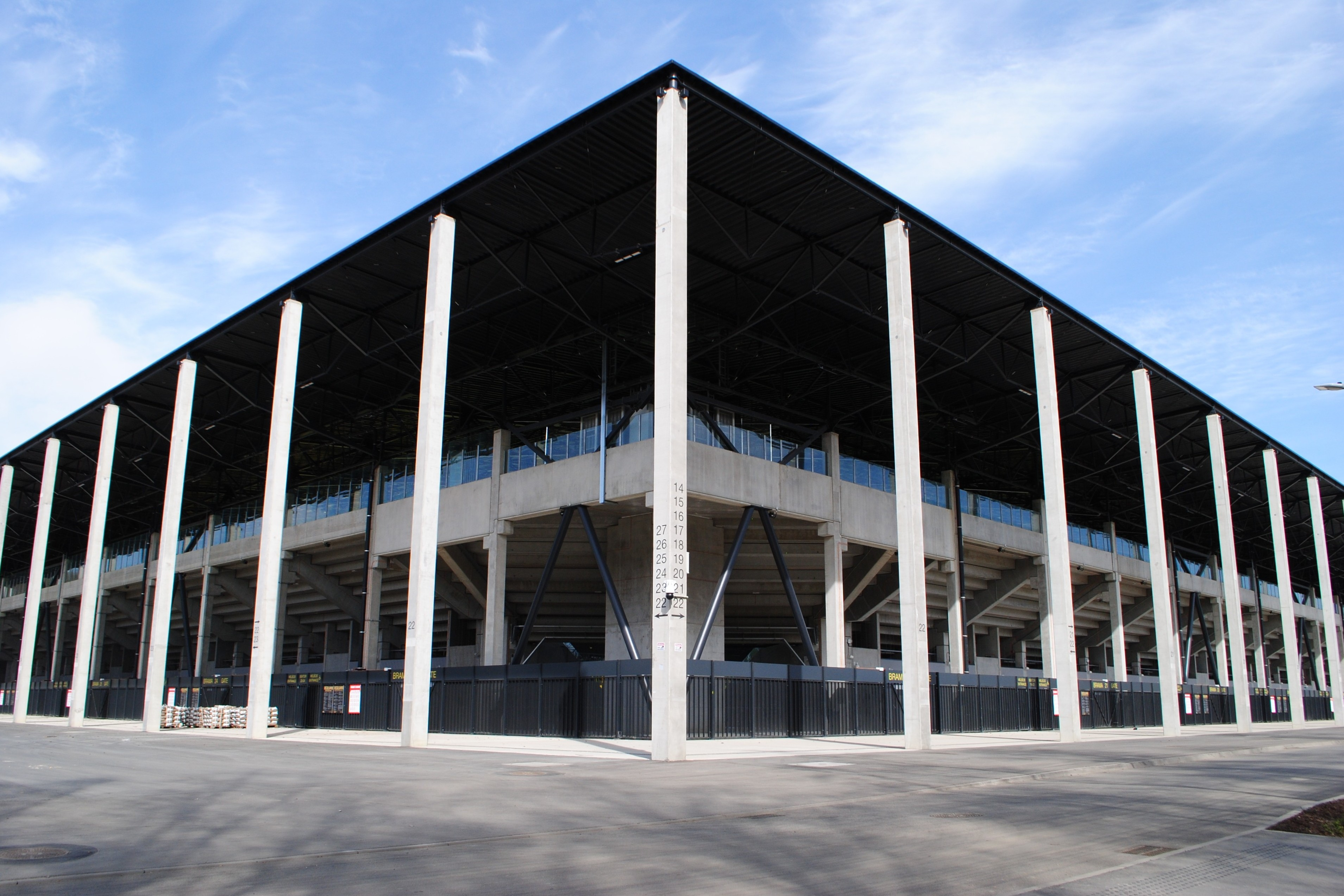
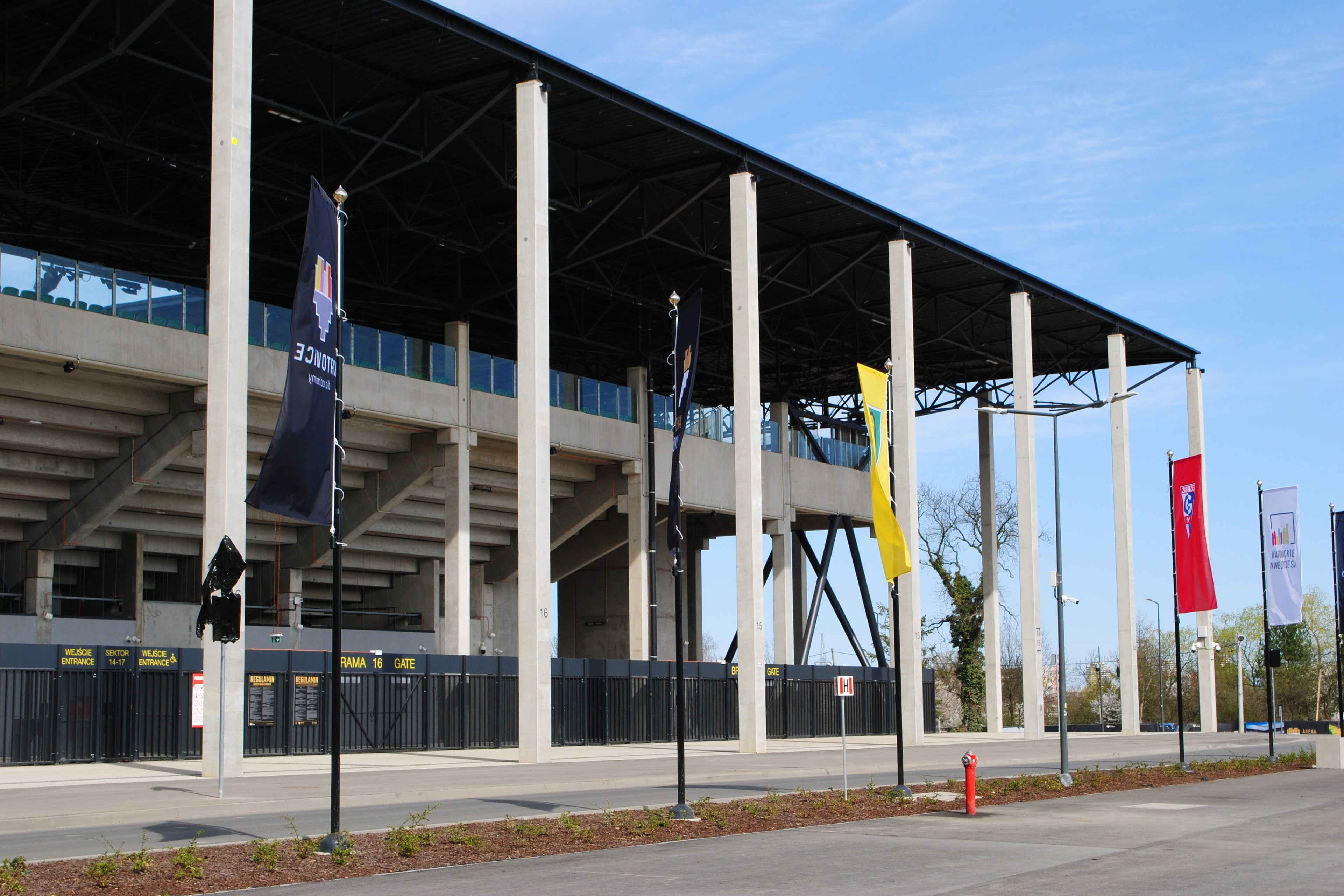
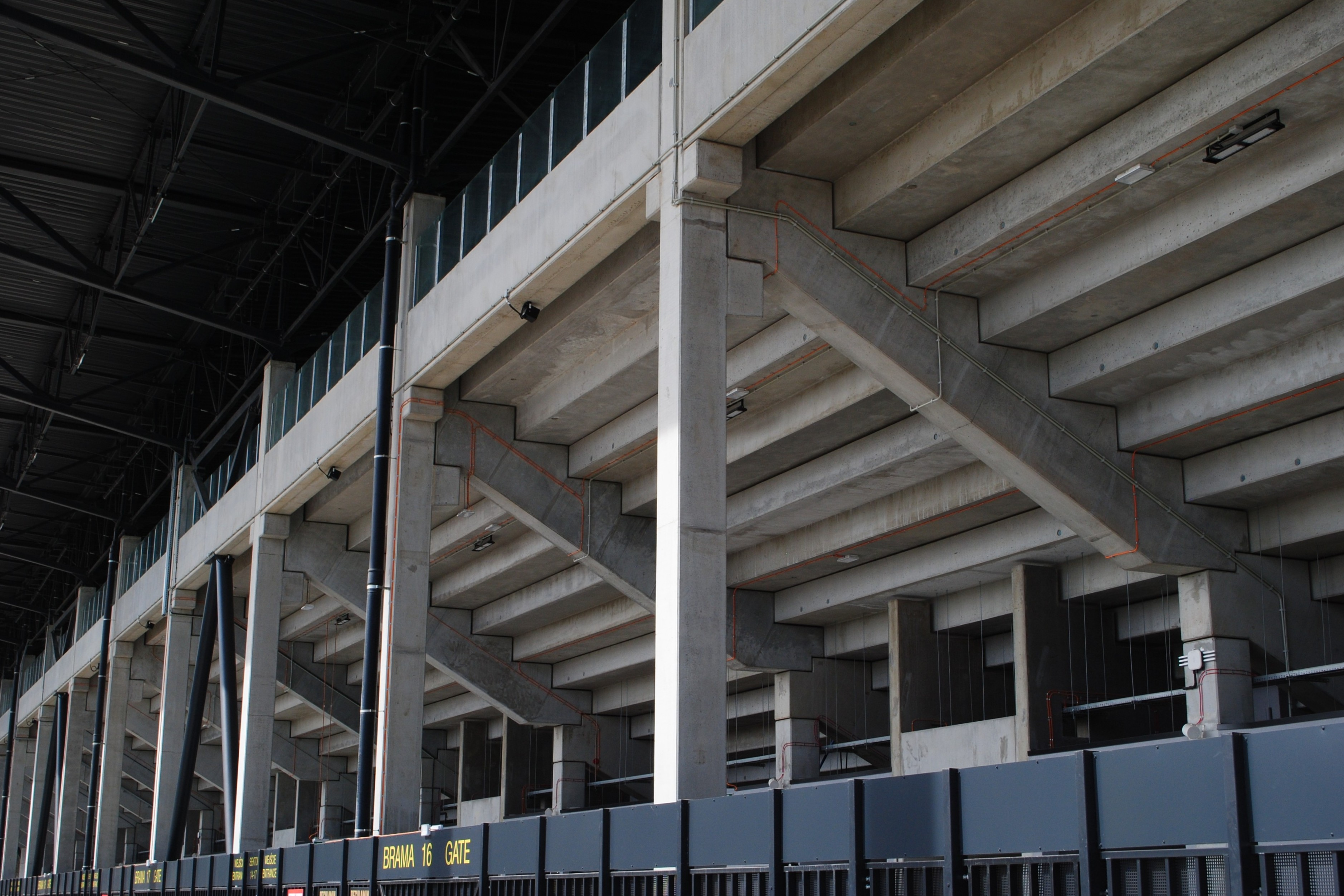
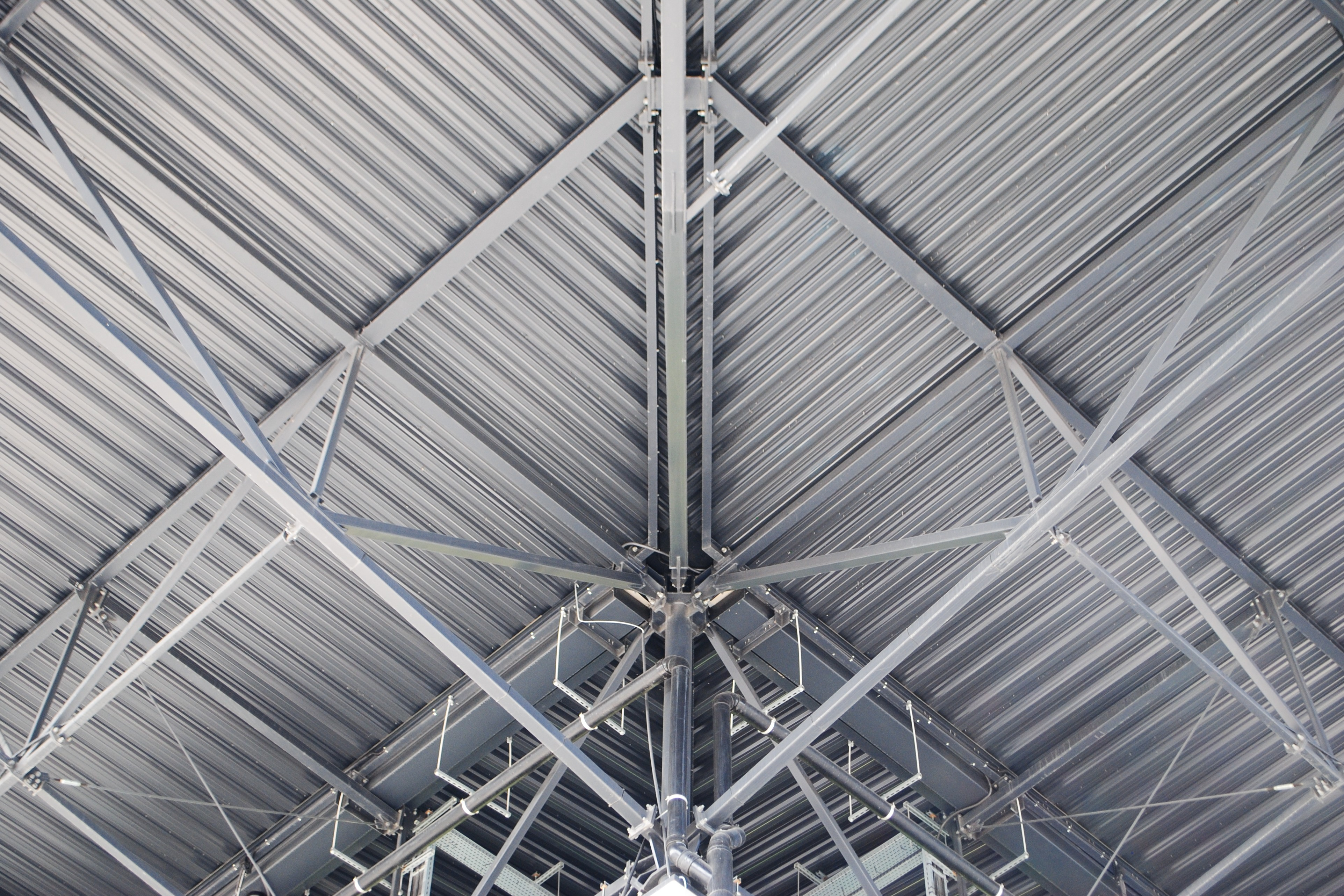
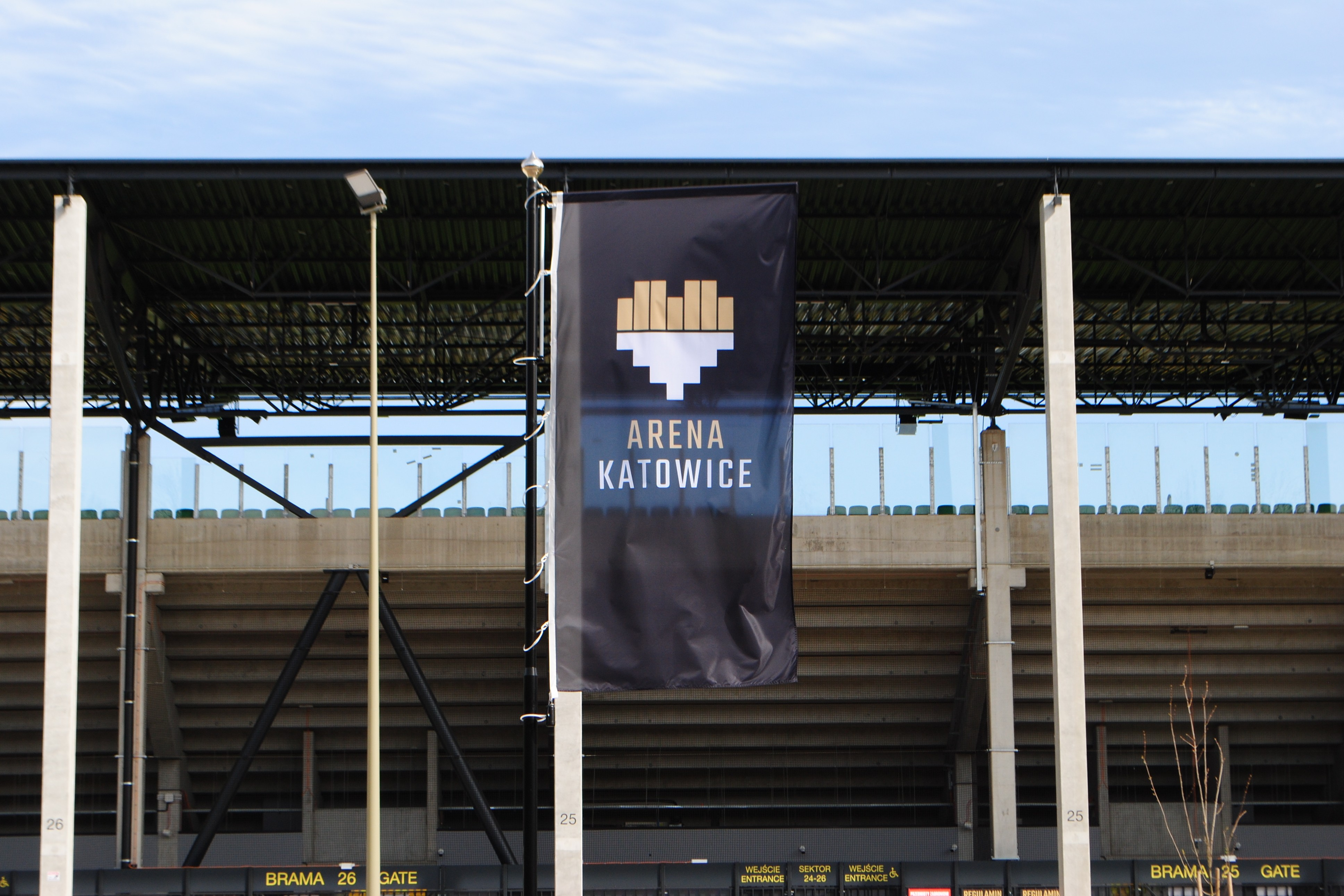
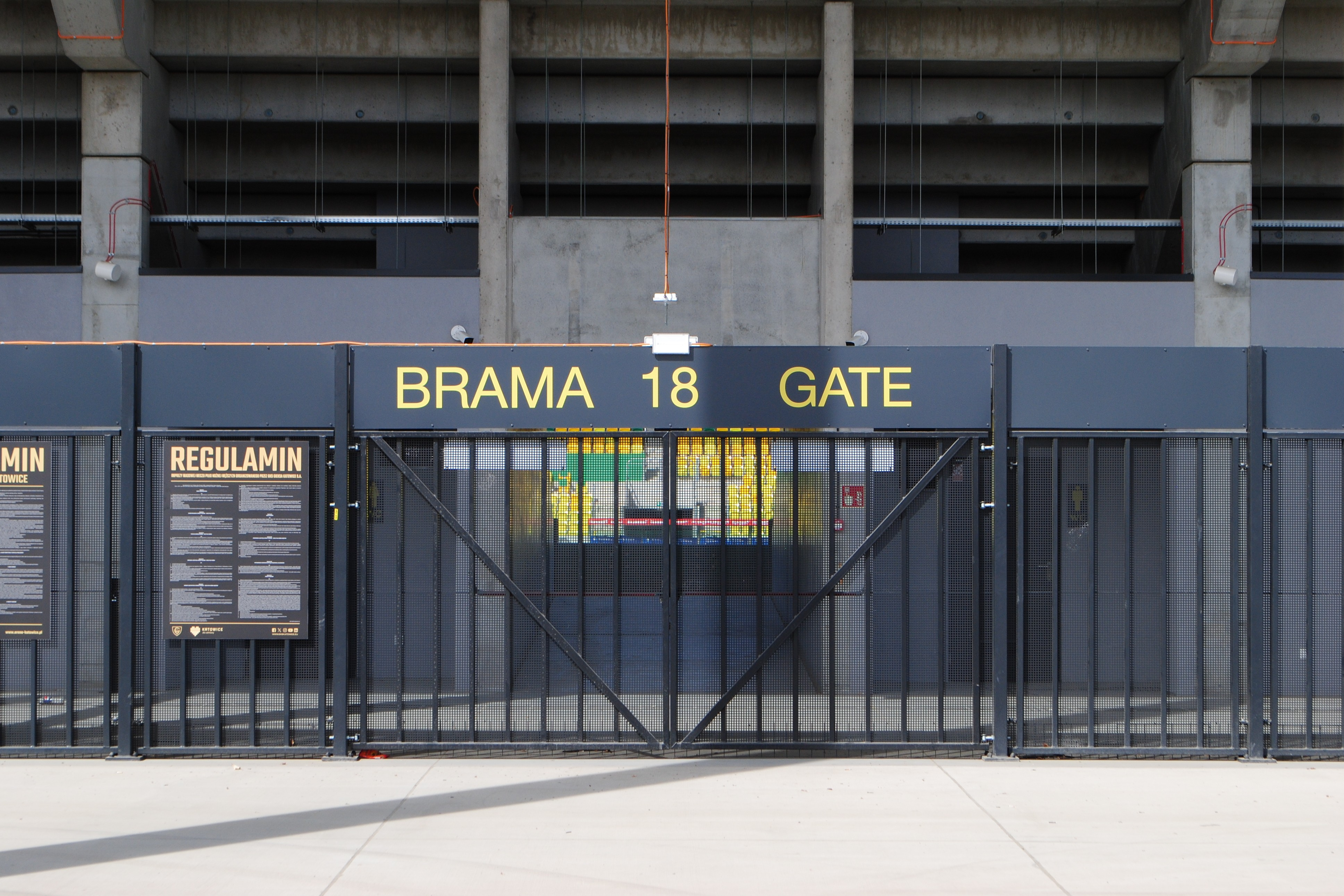
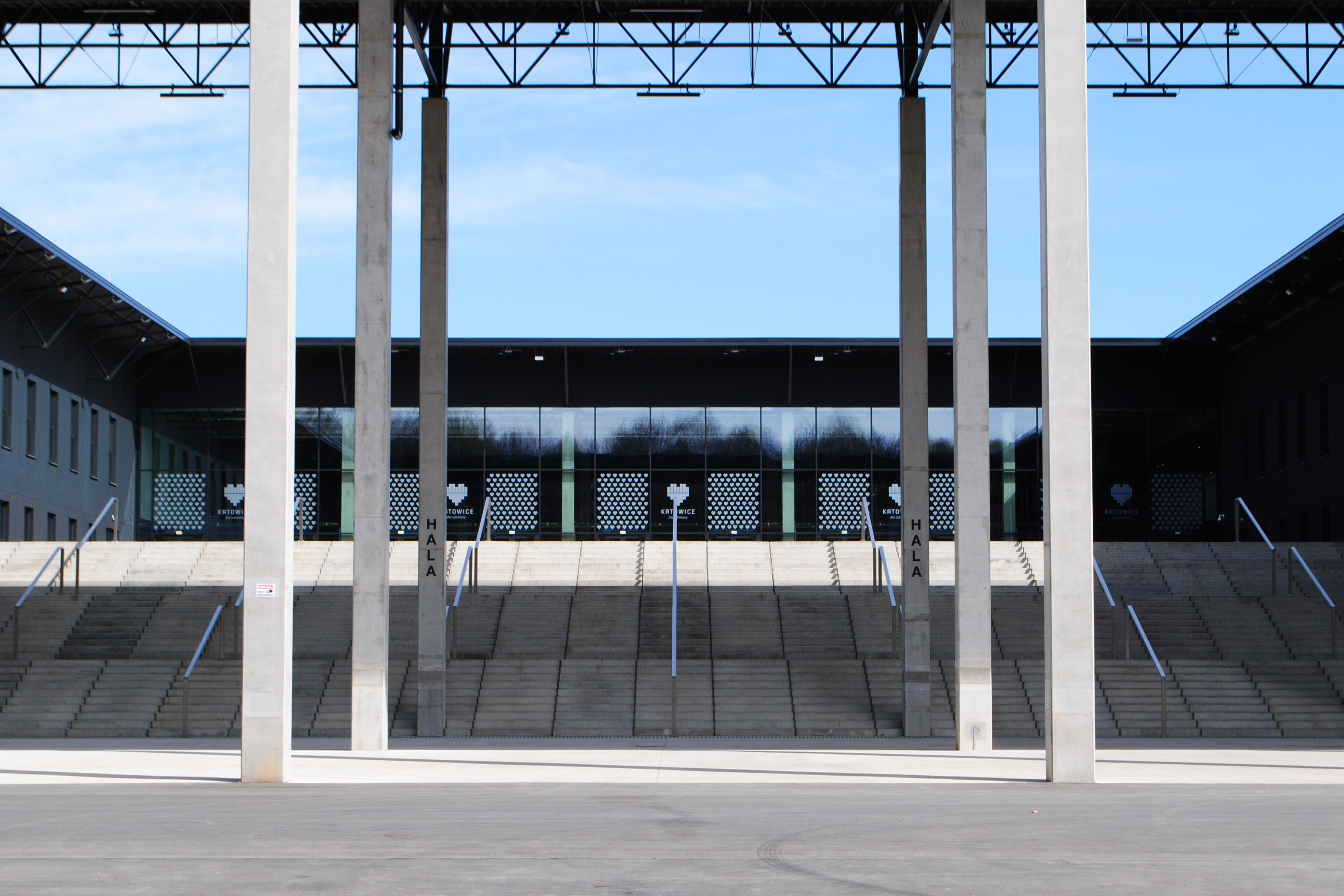